# Prahlad Friedman
Prahlad S. Friedman (Los Angeles, 20 mei 1978) is een Amerikaans professioneel pokerspeler. Hij won onder meer het $1.500 Pot Limit Hold'em-toernooi van de World Series of Poker 2003 (goed voor $109.400,- aan prijzengeld) en het $9.800 No Limit Hold'em - Championship Event van de World Poker Tour Legends of Poker 2009 (goed voor $1.034.000,-). Friedman won tot en met juni 2014 meer dan $2.400.000,- in pokertoernooien, cashgames niet meegerekend.
Friedman is getrouwd met professioneel pokerspeelster Dee Luong.

## Wapenfeiten
Friedman verscheen vanuit het niets op de radar in de pokerwereld toen hij tweede werd in het $3.000 No Limit Hold'em - Main Event van de Bellagio Five Diamond Poker Classic 2002, achter Erick Lindgren. Daarmee verdiende hij $101.446,-. Vier maanden later won hij zijn eerste World Series of Poker-titel tijdens de World Series of Poker 2003. 
Na zijn WSOP-winst boekte Friedman een tijd resultaten die relatief weinig aanspreken waren, totdat hij zichzelf weer in de belangstelling speelde tijdens het $10.000 WSOP Circuit Championship Event - No Limit Hold'em van het World Series of Poker Tournament Circuit 2005. De titel en hoofdprijs gingen naar Chris Ferguson, $363.165,- naar Friedman. Een jaar later werd hij twintigste in het Main Event van de World Series of Poker 2006, met een groter deelnemersveld dan ooit tevoren. Het leverde hem nog eens $494.797,- op.
Friedmans hoogtepunt moest nog komen. Op het $9.800 No Limit Hold'em - Championship Event van het WPT Legends of Poker 2009 werkte hij zich in een deelnemersveld van 279 spelers samen met acht anderen naar de finaletafel. Die overleefde hij vervolgens ook om zo een WPT-titel en een hoofdprijs van ruim een miljoen dollar op te strijken.

## WSOP-titel
| Jaar                       | Toernooi                 | Prijs      |
| -------------------------- | ------------------------ | ---------- |
| World Series of Poker 2003 | $1.500 Pot Limit Hold'em | $109.400,- |